# Paula Reto
Paula Reto (Città del Capo, 3 maggio 1990) è una golfista sudafricana, attiva principalmente nell'LPGA Tour.

## Biografia
Nata a Città del Capo da Tony e Belinda Reto, inizia a praticare il golf in età adolescenziale su consiglio del padre.
Frequenta poi l'Università Purdue negli Stati Uniti d'America, praticando la disciplina a livello collegiale.

## Carriera

### Dilettantismo
Durante i primi anni di carriera disputa una serie di competizioni minori, ottenendo discreti risultati.
Nel 2013 raggiunge la terza fase dei tornei di qualificazione per giocare sull'LPGA Tour, con un 13º posto che le vale l'accesso al massimo circuito statunitense a partire dalla stagione successiva.

### Professionismo
Compie il suo debutto a livello professionale nel 2014 sul circuito dell'LPGA Tour.
Grazie al proprio ranking nella classifica mondiale, nel giugno 2016 si qualifica al torneo individuale femminile dei Giochi olimpici di Rio de Janeiro 2016, con il golf che compie il suo ritorno nella rassegna a cinque cerchi dopo 104 anni di assenza. Sul green del Campo Olímpico de Golfe chiude in 16ª piazza con un totale di 280 colpi (su parziali da 74-67-68-71; -4 sotto il par) a pari merito con la cinese di Taipei Lu e la russa Verčenova.
Nel luglio 2021 è selezionata come sostituta della connazionale Buhai per il torneo individuale femminile dei Giochi di Tokyo 2020, la sua seconda Olimpiade. Tuttavia, alcuni giorni prima dell'evento risulta positiva al virus SARS-CoV-2 ed è costretta a rinunciare anch'essa alla sua partecipazione. Al suo posto è invitata la golfista indiana Dagar. Il tampone della sudafricana si rivela più tardi un falso positivo.

## Vittorie professionali (2)

### LPGA Tour vittorie (1)
| Legenda             |
| Tornei Major (0)    |
| Altri LPGA Tour (1) |

| No. | Data           | Torneo                | Punteggio di vittoria | Par | Margine | Secondo/i                | Montepremi ($) |
| --- | -------------- | --------------------- | --------------------- | --- | ------- | ------------------------ | -------------- |
| 1   | 28 agosto 2022 | Canadian Women's Open | 62-69-67-67=265       | −19 | 1 colpo | Nelly Korda Choi Hye-jin | 352,500        |

### Sunshine Ladies Tour vittorie (1)
| No. | Data             | Torneo                      | Punteggio di vittoria | Margine  | Secondo/i          |
| --- | ---------------- | --------------------------- | --------------------- | -------- | ------------------ |
| 1   | 21 febbraio 2022 | SuperSport Ladies Challenge | −13 (67-65-71=213)    | 10 colpi | Casandra Alexander |